# Bassus nigriventris
Bassus nigriventris är en stekelart som först beskrevs av Maximilian Spinola 1851.  Bassus nigriventris ingår i släktet Bassus och familjen bracksteklar. Inga underarter finns listade.